# Дом Адольфа (Кольмар)
Дом Адольфа (фр. Maison Adolphe) — одно из самых старых строений на территории французского города Кольмара. Дом расположен на Соборной площади, в его архитектуре характерно проступают элементы религиозного искусства. 

## История
Дом Адольфа был построен около 1350 года. Сейчас он считается одним из самых старых сохранившихся городских зданий.
В 1371 году владельцем дома числился Дитрих Рошарт (фр. Dietrich Röschart), который сдал дом в аренду Хенеманну Тейнхайму (фр. Henemann Teinheim). В 1412—1416 годах домом владел Генрих Зеккель (фр. Heinrich Seckel). В 1422 году — Ганс Хамперли (фр. Hans Humperly). В 1426—1459 годах дом был собственностью господина Мюллера (фр. Müller). В 1470—1471 годах в этом доме жил майор Клаус Вюрмлин (фр. Claus Würmlin).
В 1539 году дом принадлежал вдове майора Людвига Хуча (фр. Ludwig Hutsch), а затем его зятю. В 1548 году дом был собственностью майора Рупрехта Кригельштейна, в 1584 году он уже принадлежал директору больницы Иоганну Роггенстрою. С 1602 по 1615 год — собственность Джонатаса Риттера, и принадлежал его семье вплоть до 1647 года. С 1647 по 1657 год был собственностью сапожника Андреаса Герберта. В 1680—1693 годах дом был в собственности Мартина Штеффана, потом принадлежал муниципальному коллекционеру Лефебура. Последними частными владельцами дома была семья Адольфов, в частности Август Адольф — торговец лентами. Он был родом из Когенхайма и сделал покупку дома в 1824 году. 10 марта 1921 года городской совет купил дом у одного из Адольфов для последующей реставрации. И хотя Август Адольф не был строителем дома, за зданием закрепилось именно это название. Семья Адольфов, провела некоторые изменения с внешним видом дома, убрав готические окна в конце XIX века. Сохранились оконные панели конца XIV века с остроконечными окнами. По ним хорошо видно то, как влияла религия на городскую постройку и архитектуру.
Первые три этажа дома были построены в XIV веке, два верхних этажа — позднее.
Рядом с домом Адольфа построена еще одна достопримечательность — колодец 1592 года, который увенчанный двумя львиными головами.
Дом Адольфа расположен на Соборной площади. Рядом с ним находится дом полицейского караула (фр. Ancien corps de garde).

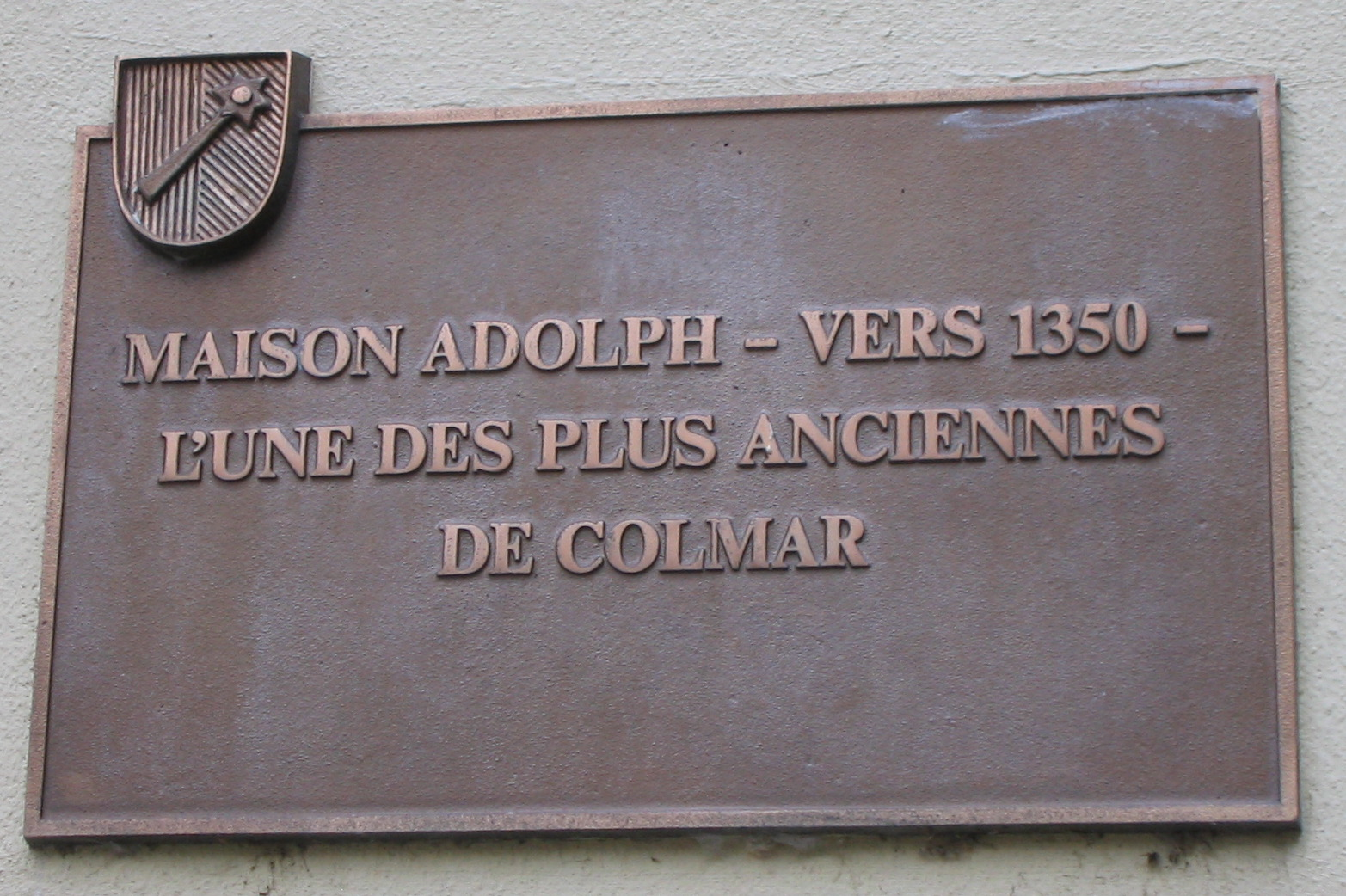
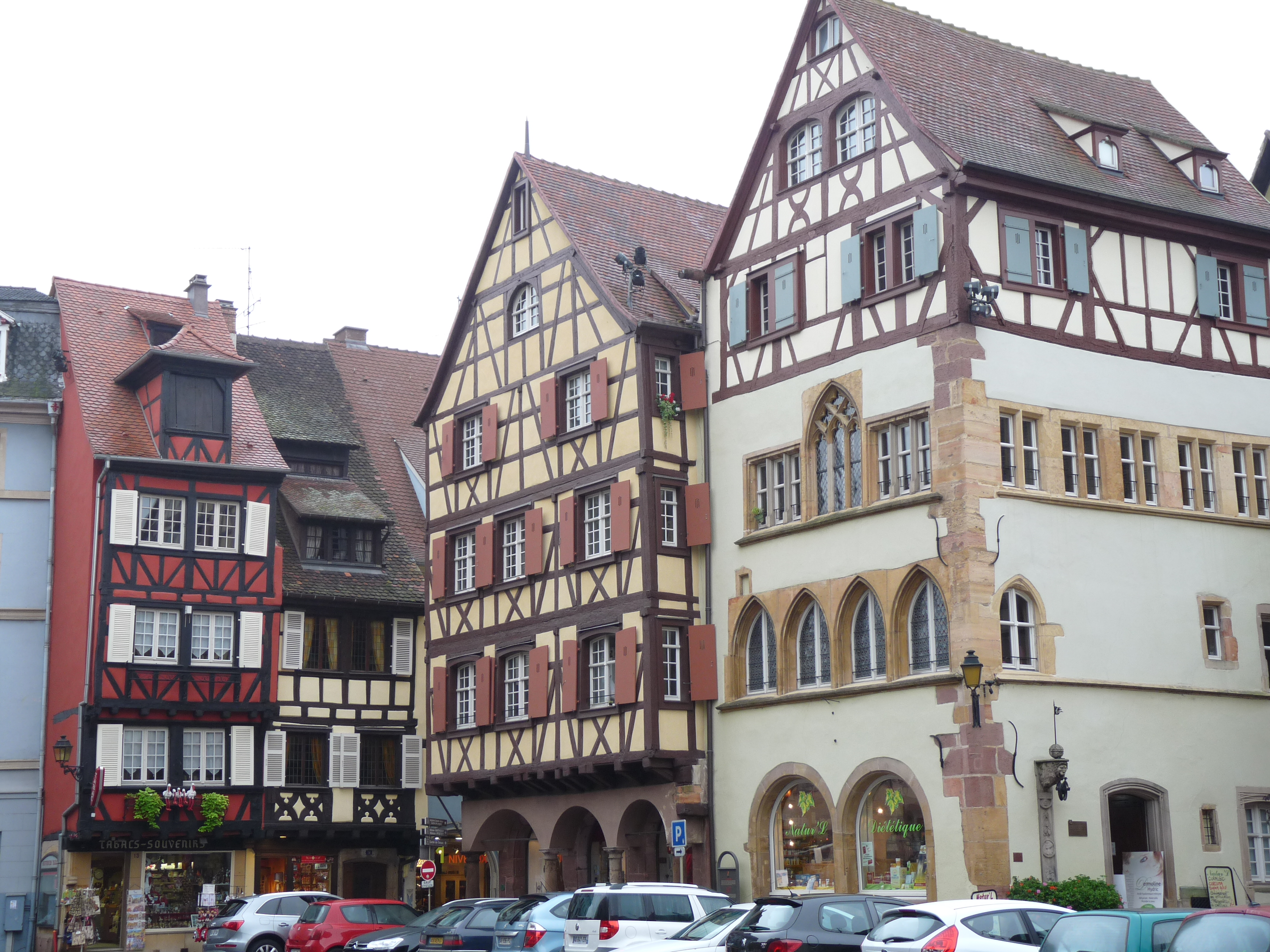
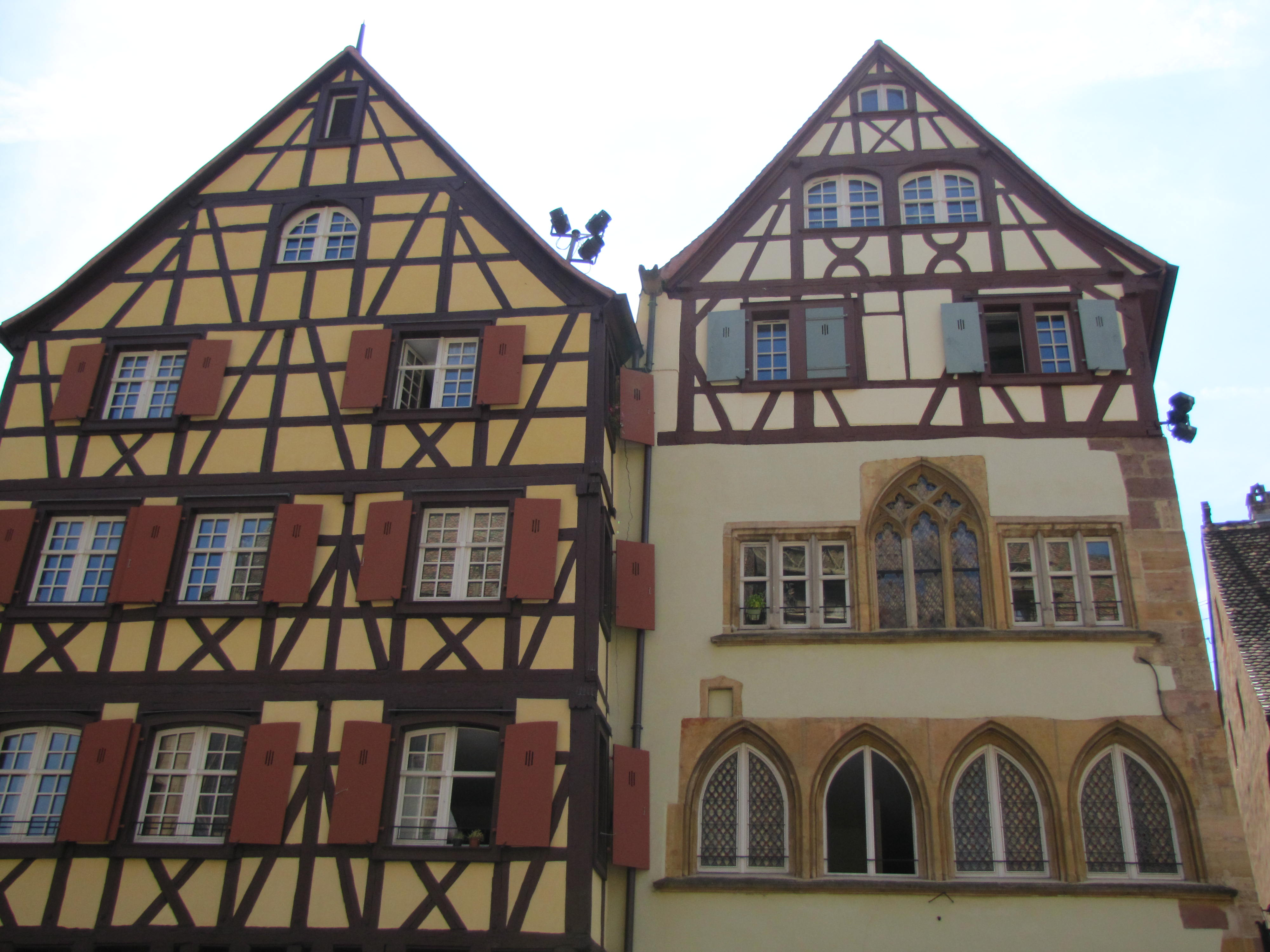
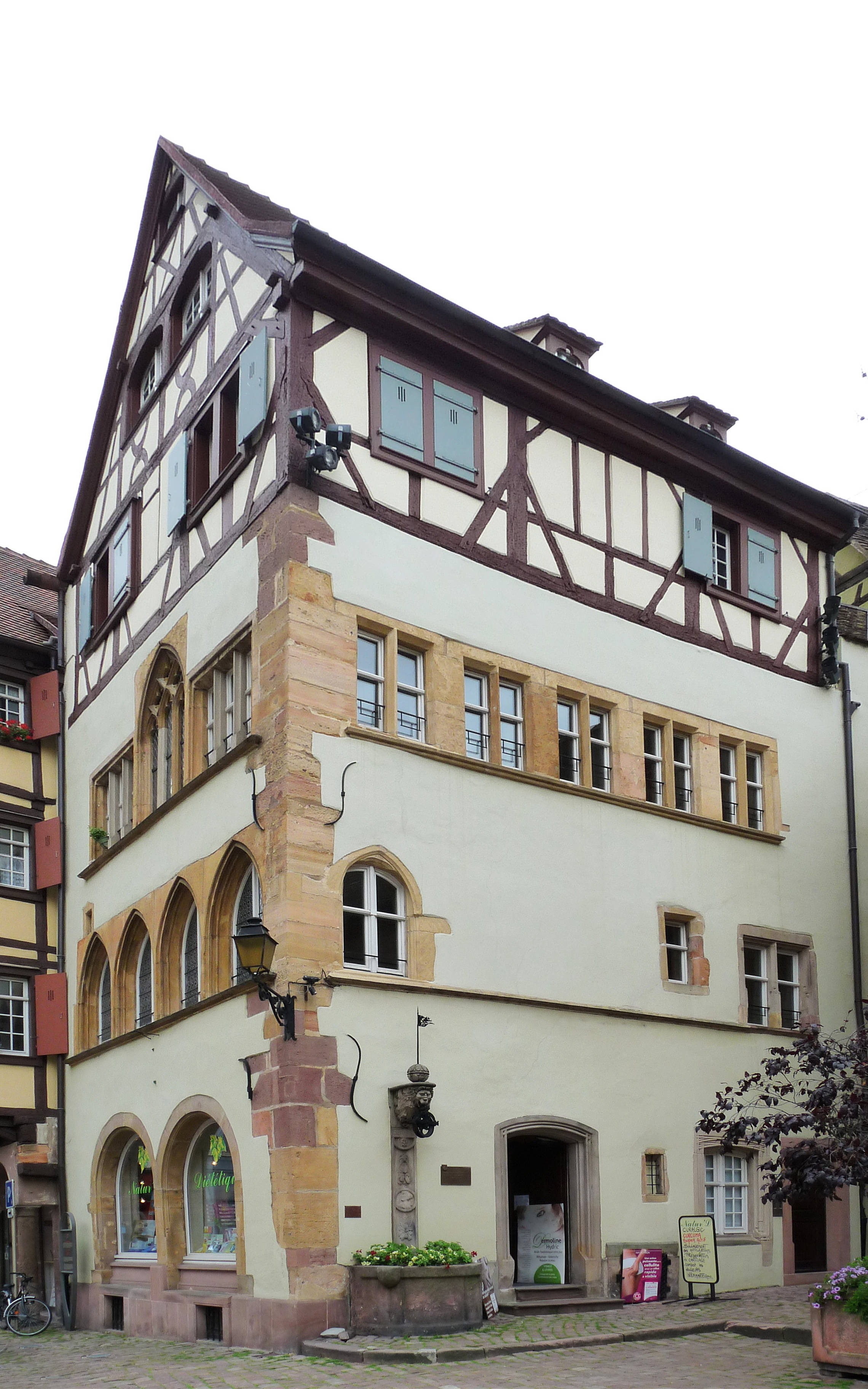
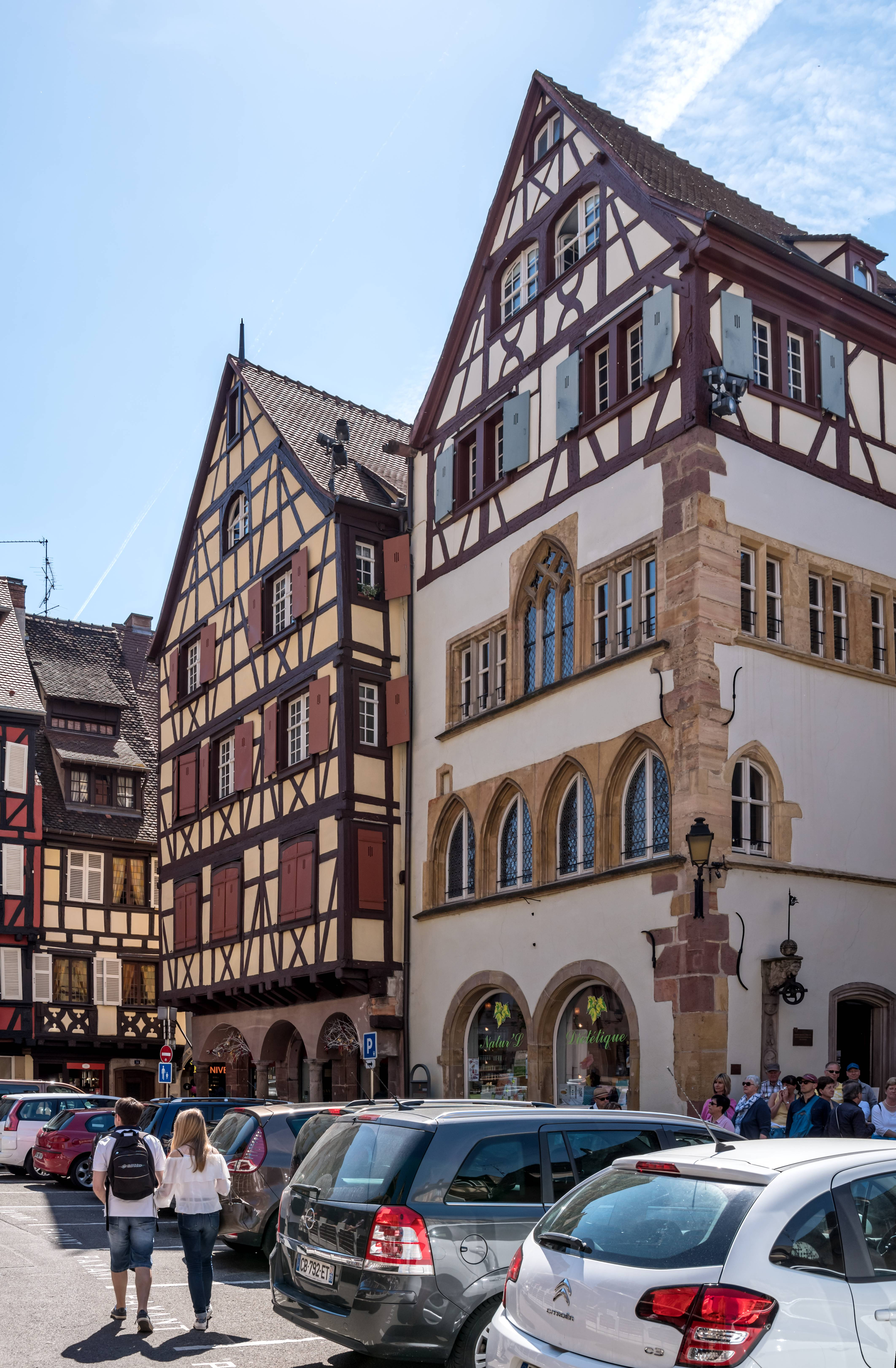
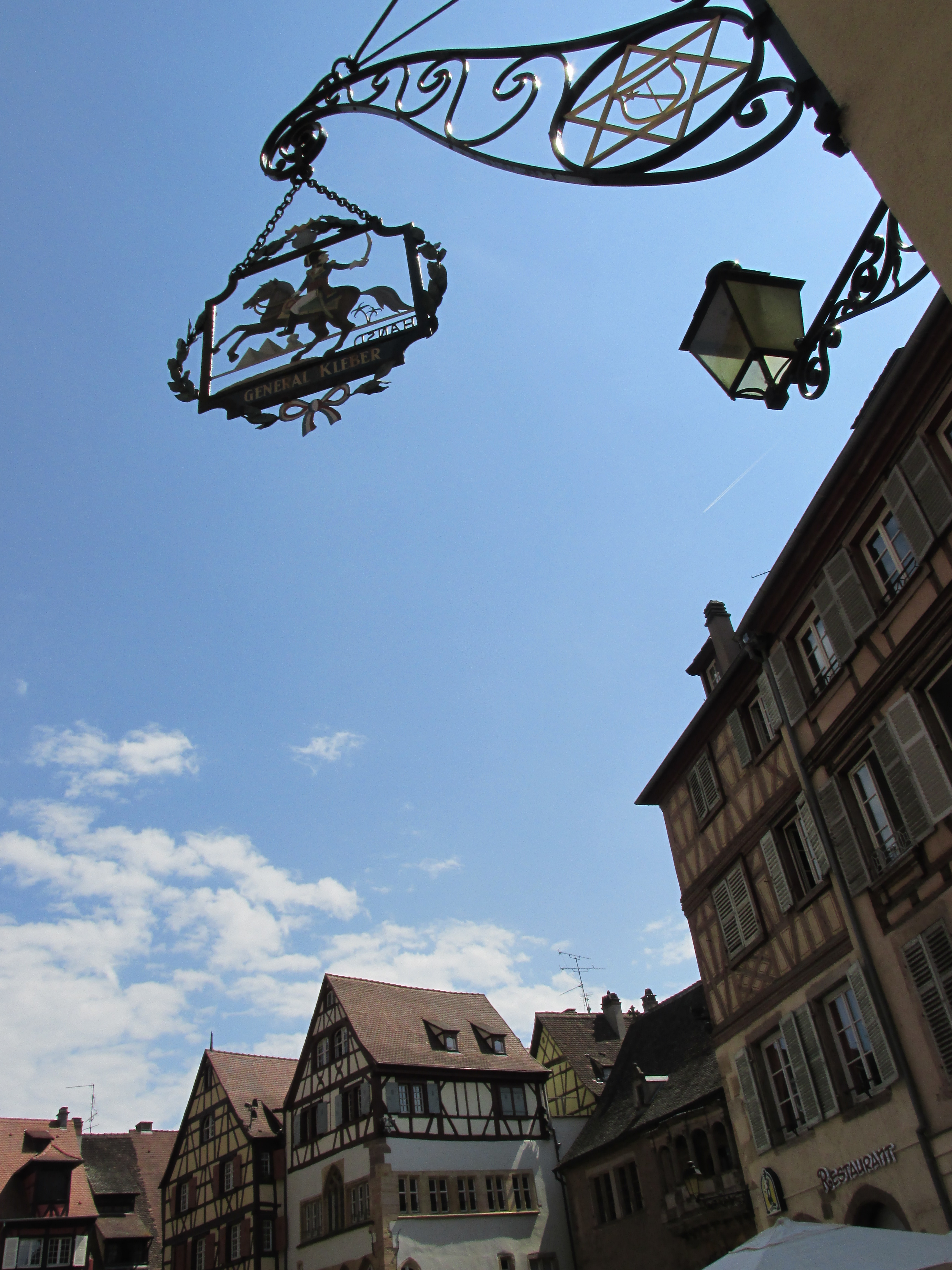
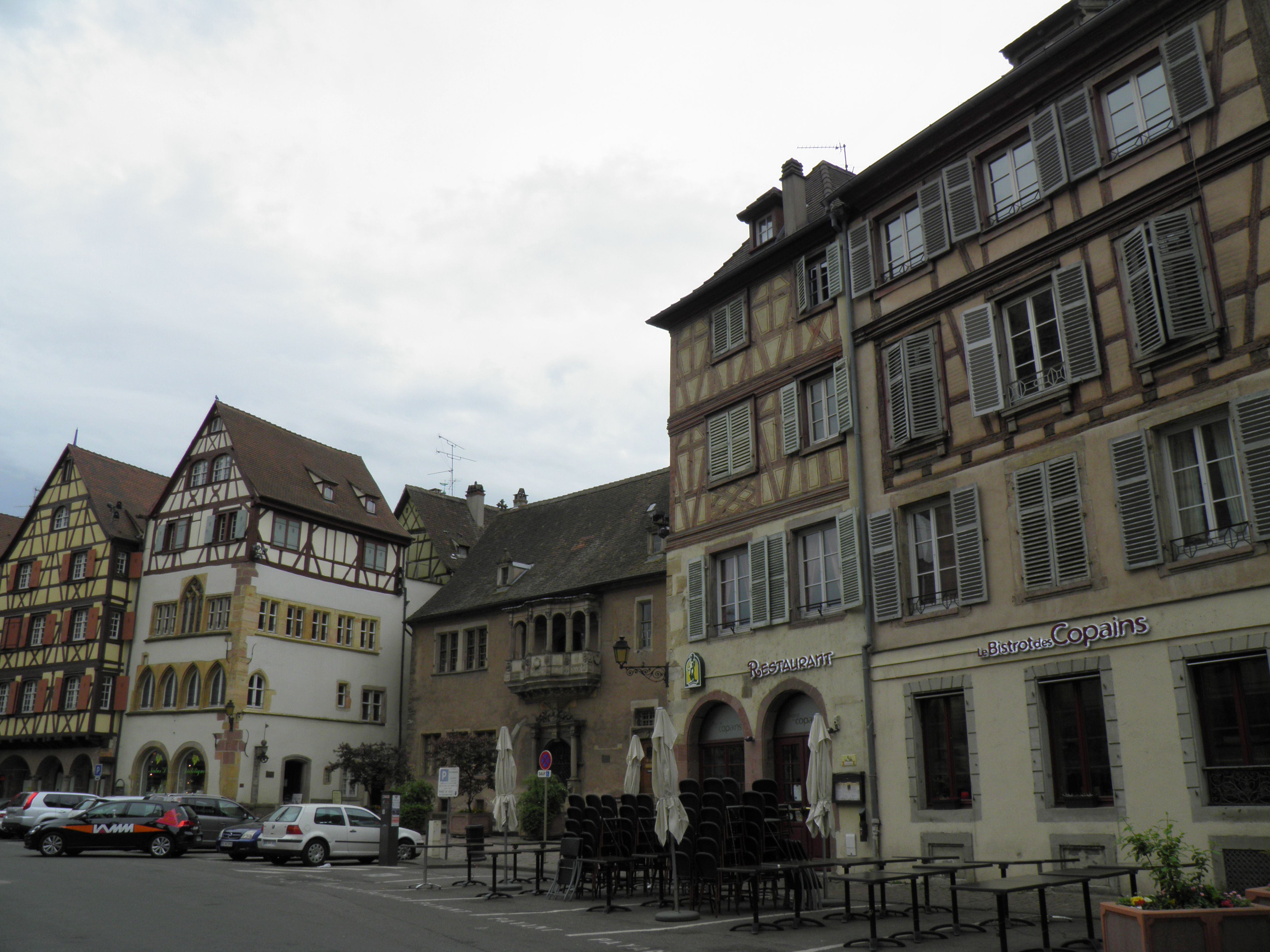
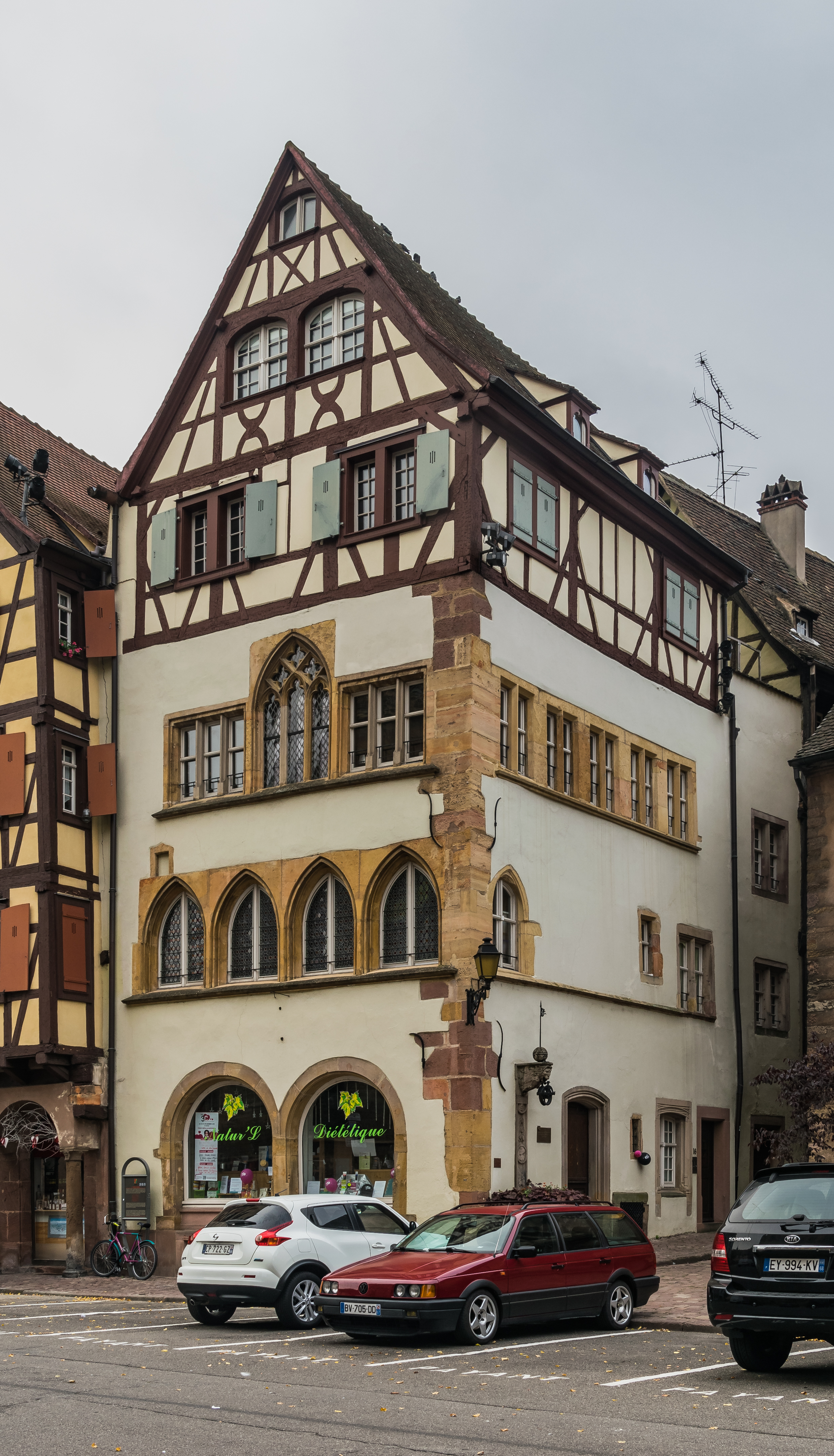
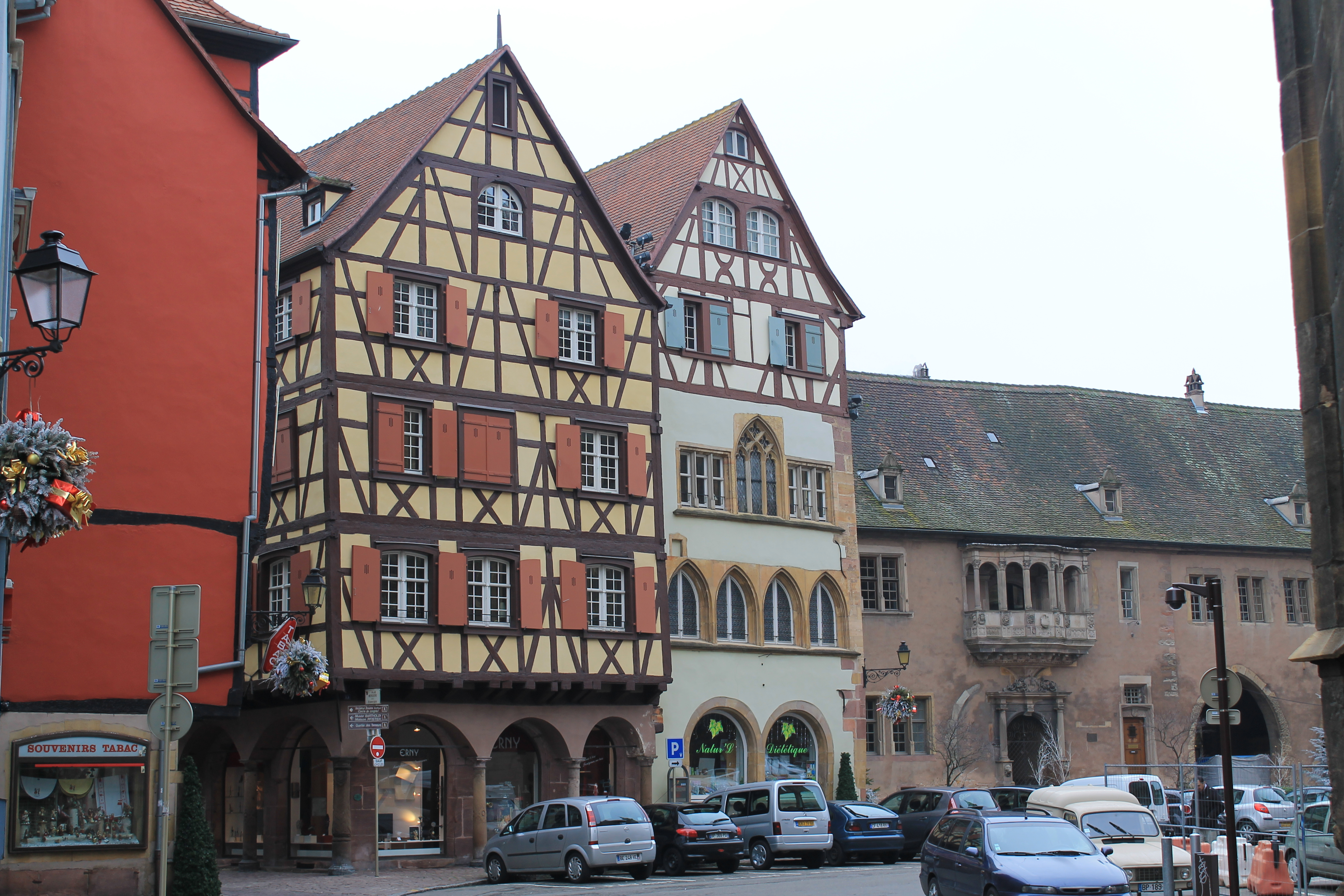
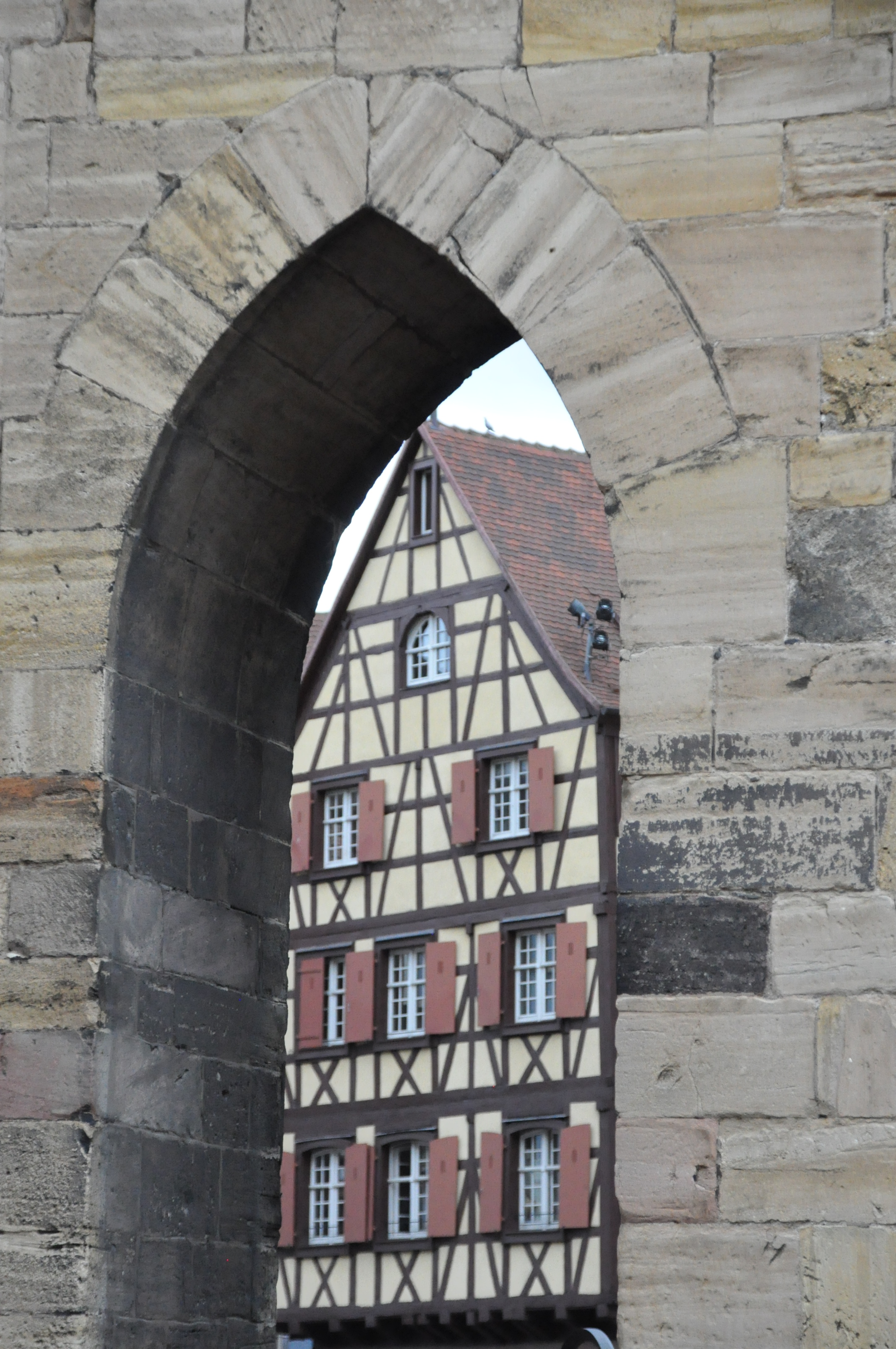